# オチョ・アペリードス・バスコス
オチョ・アペリードス・バスコス（スペイン語: Ocho apellidos vascos, 英語: Spanish Affair）は、2014年のスペイン映画（コメディ映画）。監督はエミリオ・マルティネス＝ラサロ。タイトルは「バスク語の8つの姓」という意味。2015年11月にはやはりマルティネス＝ラサロ監督によって続編『オチョ・アペリードス・カタラネス』（カタルーニャ語の8つの姓）が公開された。

## プロット
プレイボーイのラファ（ダニ・ロビラ）は故郷のセビリアを離れたことがないアンダルシア人である。ラファはあるイベントでアマイア（クララ・ラゴ）というバスク人女性と出会い、アマイアはラファの誘いの数々に抵抗したが、ラファはそんなアマイアに本当の恋を見つける。アマイアがラファの家で過ごした夜、彼女は財布を忘れていく。友人の助言に逆らって、ラファはアマイアを追ってバスク地方に向かう。アマイアの父親はアンダルシア嫌いの典型的なバスク人であり、ラファはアマイアの頼みで純血のバスク人を偽装する。その過程で様々なバスク語の姓を用いるが、たびたびハプニングが起こる。

## 興行収益
2014年3月14日に封切られると、その週末には404,020人の観客を集め、272万ユーロの興行収益を記録した。翌週の週末には収益が56%増加し、封切り後10日間に440万ユーロを稼いだ。『インポッシブル』（2012年）、『アバター』（2009年）に次いで、封切り後10日間の合計では歴代3位の興行収益を記録した。4月までに650万人以上の観客を集め、スペインでもっとも多くの観客を集めた映画となった。また、4,500万ユーロ（約6,200万ドル）以上の興行収益を記録し、『アバター』に次いでスペインで2番目に多い興行収益を記録した映画となった。

## 批評
FilmAffinityの平均点は6.5点、インターネット・ムービー・データベース(IMDb)の平均点は6.9点である。この映画に関する批評は分かれたが、そのほとんどが肯定的な批評だった。シネマニア誌のカルロス・マラニョンはこの映画が「実に愉快」であることを強調した。この映画が「愉快」(funny)であるとするコメントは、多くの批評家が繰り返し用い、ラ・バングアルディア紙のジョルディ・バトリェ・カミナルのように、「傑出しており、輝いている」(inspired and bright)とする批評家もいた。ABC紙のフェデリコ・マリン・ベリョンは「勇気があり、タイムリーな映画」だとした。多くの批評家は、2008年のフランス映画『ようこそ、シュティの国へ』（フランスで歴代1位の観客動員数を記録）とこの映画を比較している。エル・パイス紙のボルハ・バレーロは、この映画が「今年一番の映画かもしれない」と予想した。また、概してキャストの演技は肯定的に批評されている。
否定的な意見としては、エル・ムンド紙のルイス・マルティネスはこの映画を「不快なコメディ」であるとし、エル・パイス紙のジョルディ・コスタは「展開が不安定で、ひどく悪い終わり方だった」と述べた。フォトグラマス誌のファウスト・フェルナンデスはこの映画が「非人間的」であるとし、「展開が単調」だと表現した。

## キャスト

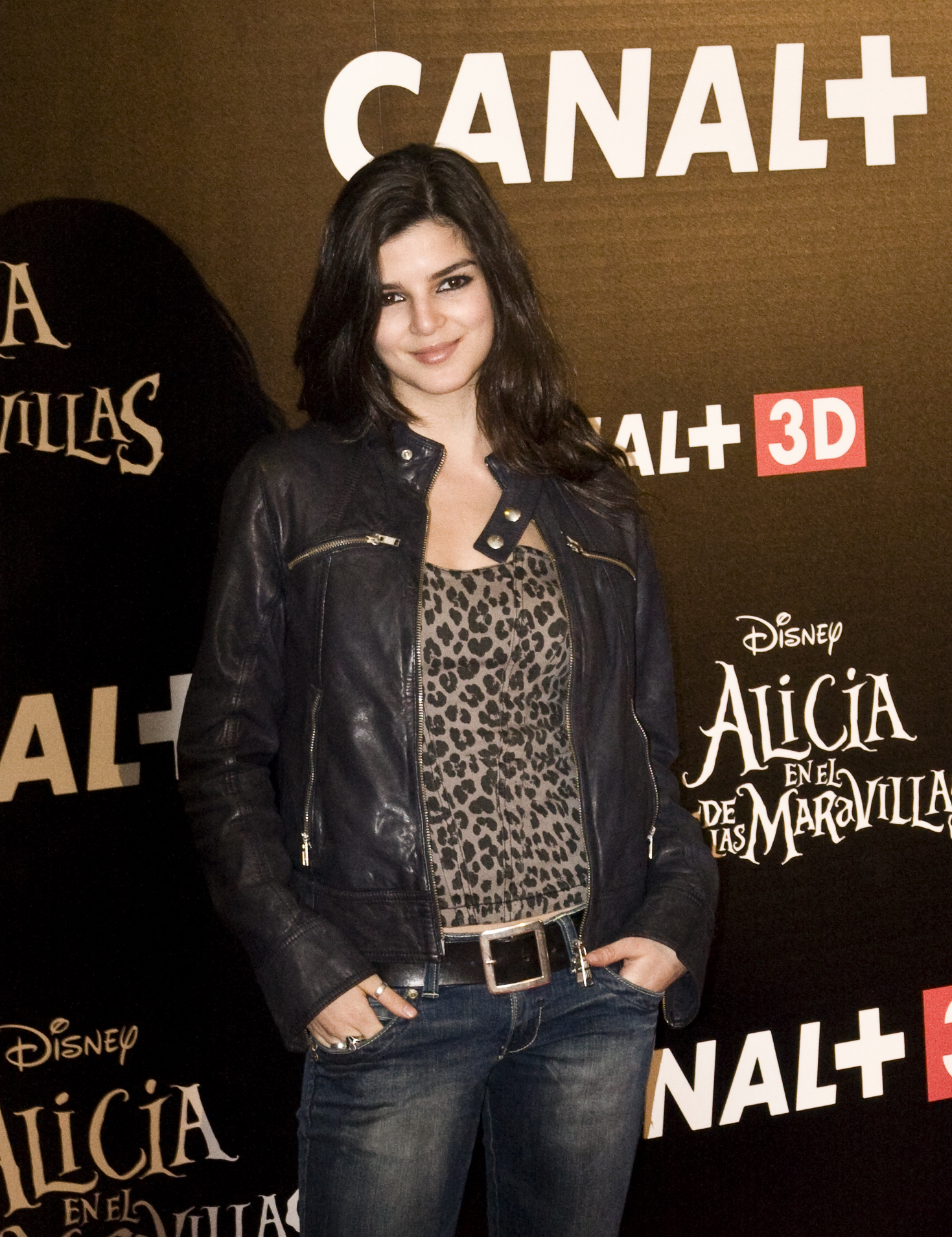
バスク人のアマイア役を演じたクララ・ラゴ

ラファ役のダニ・ロビラとアマイア役のクララ・ラゴは2014年に交際を始めた。
- ダニ・ロビラ（ラファ/アンチョン） - アンダルシア人。プレイボーイ。
- クララ・ラゴ（アマイア） - バスク人。若く美しい女性。
- カラ・エレハルデ（コルド） - アマイアの父親。アンダルシア嫌いの典型的なバスク人。
- カルメン・マチ（メルチェ/アンネ） - ラファの母親のふりをしてラファのピンチを救ってくれる村の女性。
- アルベルト・ロペス（ホアキン） - ラファの同僚・友人。
- アルフォンソ・サンチェス（クーロ） - ラファの同僚・友人。
- ランデル・オタオラ（ボロカ）
- アベル・モラ（ペドロ）
- アイトル・マソ（イナシオ神父）
- アイツィベル・ガルメンディア（イラチェ） - アマイアの友人。
- ミリアム・カベサ（エドゥルネ） - アマイアの友人。
- ロス・デル・リオ – セビリア出身の2人組歌手。ロス・デル・リオ自身の役を務めた。

## 受賞
2015年の第29回ゴヤ賞ではダニ・ロビラが新人男優賞を、カラ・エレハルデが助演男優賞を、カルメン・マチが助演女優賞を受賞した。その他には撮影賞と作曲賞にノミネートされていた。
| 賞              | カテゴリー     | 対象者                                              | 結果       |
| --------------- | -------------- | --------------------------------------------------- | ---------- |
| 第2回フェロス賞 | 最優秀コメディ | 最優秀コメディ                                      | ノミネート |
| 第2回フェロス賞 | 助演男優賞     | カラ・エレハルデ                                    | ノミネート |
| 第2回フェロス賞 | 助演女優賞     | カルメン・マチ                                      | ノミネート |
| 第2回フェロス賞 | 最優秀スリラー | 最優秀スリラー                                      | ノミネート |
| 第29回ゴヤ賞    | 助演男優賞     | カラ・エレハルデ                                    | 受賞       |
| 第29回ゴヤ賞    | 助演女優賞     | カルメン・マチ                                      | 受賞       |
| 第29回ゴヤ賞    | 新人男優賞     | ダニ・ロビラ                                        | 受賞       |
| 第29回ゴヤ賞    | 撮影賞         | カロ・ベリディ                                      | ノミネート |
| 第29回ゴヤ賞    | 作曲賞         | "No te marches jamás" 作曲:フェルナンド・ベラスケス | ノミネート |